# Werner Drexler
Werner Drexler (* 19. Juli 1928 in Nürnberg; † 28. November 2023 in Baden-Baden) war ein deutscher Pianist, Komponist, Arrangeur und Orchesterleiter im Bereich des Swing, Easy Listening und der Filmmusik.

## Leben und Wirken
Werner Drexler begann seine Karriere in amerikanischen Bars in Nürnberg und München. Nach dem Musikstudium in München spielte er von 1953 bis 1957 im Orchester Kurt Edelhagens, für den er auch als Arrangeur tätig war; 1955 wirkte er zudem bei SWF-Sessions mit Don Byas und Caterina Valente mit. Ab 1959 war er als Produktionsleiter beim Südwestfunks tätig. In den folgenden 30 Jahren nahm er über 50 LPs mit dem Tanzorchester des Senders oder verbundenen Bands wie Incognito Five oder Werner Drexler Sound Combination auf. Er komponierte außerdem die Musik für Fernsehserien wie Fest im Sattel, Butler Parker, Moselbrück oder Christian und Christiane, außerdem die Erkennungsmelodie der Fußball-Weltmeisterschaft 1974. Er arbeitete auch mit Max Greger und weiteren Orchestern zusammen.

## Diskographische Hinweise
- Orchestra Werner Drexler – My Favourite Instruments (Happy Records, 1975), mit Max Greger Jr., Sigi Schwab
- Incognito Five – Tender Touch (Happy Records, 1977)
- Incognito Five – Music in the Ear (Happy Records, 1981), mit Günther Gebauer, Todd Canedy, Sigi Schwab, Mladen Franko
- Benny Gebauer /The Werner Drexler Sound – Spotlights (Happy Records, 1981), mit Curt Cress
- Swinging Festival (Happy Records, 1983), mit Charly Antolini
- Benny Gebauer &  The Werner Drexler Sound Combination – Neuerscheinung (Happy Records, 1983)
- The Werner Drexler Sound Combination – Morning Music (Happy Records, 1983)